# دالتون، ریچموندشر
دالتون (به انگلیسی: Dalton) یک روستا و محله مدنی در بریتانیا است که در ریچموندشر واقع شده‌است. دالتون ۱۸۱ نفر جمعیت دارد.